# Jean-François Humbert de Girecourt
Pour les articles homonymes, voir Humbert.
Jean-François Humbert, comte de Girecourt, est un homme d'État qui servit le duché de Lorraine. Il naquit à Bruyères en 1663 et mourut à Nancy en 1754.

## Jeunesse
Jean-François Humbert appartenait à une famille qui était au service des ducs de Lorraine depuis le XVIe siècle. Il était le fils de François Humbert. Il fait ses études de droit sous l'occupation française et obtient une licence à l'université de Pont-à-Mousson le 7 mars 1684 et est reçu comme avocat au Parlement de Metz le 13 avril de la même année. En décembre 1685, il devient conseiller au bailliage d’Épinal.

## L'ascension
Il doit son ascension au duc Léopold après que celui-ci soit revenu dans son duché à la suite du traité de Ryswick. En 1701, il reçoit le titre de Délégué extraordinaire pour les affaires minières et chargé de l'inspection des mines d'argent de Bleurville, et quelques années plus tard devient Grand Maître des Eaux et Forêts. Il est ensuite Secrétaire d'État, puis chef du Conseil des Finances.

## Un seigneur vosgien et un bienfaiteur
D'après les sources, Jean-François Humbert est déjà seigneur de Girecourt en 1696. En 1705, il acquiert le château et des terres à Girecourt, entre sa ville natale de Bruyères et Épinal. Le duc de Lorraine le fait baron de Girecourt en 1722, et son fils François III le fait comte le 18 janvier 1737.
Il est également seigneur de la Basse-Vosges , seigneur de Deycimont, Vaubexy, Faucompierre, Vaudicourt, Dompierre, Grandvillers et autres lieux.
Il est à l'origine de la fondation de l'hôpital de Bruyères, confirmée par lettres patentes de la duchesse régente Élisabeth Charlotte le 2 août 1731 et confié aux sœurs de Saint-Charles. En 1739, en l'absence de la duchesse douairière, il est régent et chancelier de la principauté de Commercy. Après 1744, il se retire à Nancy où il meurt le 7 novembre 1754 en la paroisse de Saint-Nicolas à l'âge honorable de 91 ans et fut inhumé le 9 novembre 1754 en l'église des Bénédictines de Nancy,

## Famille
Il épouse en premières noces Marguerite Gauthier de Vienville, fille du prévôt de Saint-Dié Claude Gauthier, seigneur de Vienville et de Fremifontaine, dont il eut une fille - Marie-Catherine - qui épousa le comte de Viermes. Il épouse en secondes noces Suzanne Raymonde Le Roy, baronne de Serocourt
Par le mariage de sa fille Marguerite-Suzanne avec Charles-Dieudonné, comte de Bourcier, le domaine passe dans la famille des comtes de Bourcier de Villers qui le possédèrent jusqu'au XIXe siècle.
Il avait une sœur à Bruyères qui vécut 101ans (et non sa 3e épouse).

## Armoiries

Blason de Jean-François Humbert.

"D'or au chevron d'azur, accompagné de trois pattes de lion coupées de sable, armées de même, deux en chef affrontées, et une en pointe ; et pour cimier une patte de l'écu, entre deux ailes dragonnées d'or, d'azur et de sable"